# 新人会
新人会（しんじんかい）は、日本で戦前に存在した東京帝国大学を中心とする学生運動団体。1918年（大正7年）12月結成され、1929年（昭和4年）11月に解散するまで、戦前の日本における学生運動の中核的存在であった。判明する会員数は延べ人数にして約360名。

## 概要
新人会の活動は、創立より1921年11月に至るまでの「前期新人会」と、それ以降の「後期新人会」に2大別される。
前期新人会は、人道主義的・理想主義的社会主義の立場から啓蒙活動を中心とし、学生のみならず卒業生や学外の労働者なども会員とした。前期の会員からは、主として合法的（社会民主主義的）な無産政党や労働運動・農民運動の指導者を輩出したほか、大学教授・弁護士などの専門職に就いた者も少なくなかった。
1921年11月、東京帝大の学内・学生団体に改組されて以降の後期新人会は、（東大の）学生大衆を組織対象とし、学内に強固な基盤をもつ学生運動団体として確立された。さらに日本共産党再建後は同党の下部組織としての役割を果たした。後期会員からは戦前の共産党およびその周辺・系列下の運動団体の指導者・活動家が輩出した。

## 沿革
前期新人会の創立者たちは吉野作造から思想的影響を受けた者が多く（ただし吉野自身は学生の政治実践への参加に否定的であったといわれる）、当初は吉野流の民本主義を信奉し「黎明会」の姉妹団体としての性格が強かったが、1920年代になってロシア革命やマルクス主義の思想が日本に輸入されると、河上肇、ついで福本和夫の影響をより多く受けた学生たちが会の主流を占めるようになり、全体として左傾化が進んだ。

### 前期新人会（1918 - 21）
新人会結成の背景にあるのは、第一次世界大戦期に起こったロシア革命や米騒動など国内外での民衆運動の高まりに触発された学生の動きである。
結成の直接のきっかけは、1918年10月の京大労学会との東西両大学連合演説会と同年11月の吉野作造と右翼団体「浪人会」の立会演説会である。後者では参加した学生の支持もあって演説会が吉野の圧倒的勝利に終わった後、吉野の指導下で「普通選挙研究会」で活動していた東大緑会（法科の学生自治会）弁論部委員の赤松克麿・宮崎龍介・石渡春雄らが1918年12月7日（12月5日説もある）新人会を結成した。赤松が起草した新人会の綱領は次のとおりである。
一、吾（わが）徒は世界の文化的大勢たる人類解放の新気運に協調し之が促進に努む　
一、吾徒は現代日本の合理的改造運動に従ふ
さらに同じく宮崎の弟子であった麻生久を中心に社会問題研究を行っていた大卒者グループの「木曜会」（麻生の他には佐野学・棚橋小虎・山名義鶴・野坂参三ら）も合流した。
会員は新人会本部に合宿し、社会主義思想の紹介などの啓蒙活動を行った。講演会・地方遊説などによる全国的オルグ（組織活動）を進めて各地の大学・専門学校の学生を新思想へと結集させ、東京・京都・福井・広島・熊本・秋田・金沢・能登・大坂・佐世保・小倉に支部を置いた。実践活動として普通選挙運動に参加し、また「ヴ・ナロード」（人民の中へ）の旗印のもと、工場地帯・労働者街に生活し労働者への啓蒙活動を精力的に進めた。そして大日本労働総同盟友愛会の中の急進的分子と結びつき、1919年2月には東京亀戸の永峰セルロイド工場に渡辺政之輔（のちの日本共産党指導者）・出井喜作・庵沢義之を中心とする分会を設け、これが「新人セルロイド工組合」（全国セルロイド職工組合 / 同年5月6日結成）に発展した。
労働運動との関わりが強くなると麻生・赤松・棚橋らのように職業的運動家になる者が増加し、この結果、日本労働総同盟を中心とする直接運動に参加する「実践派」と、社会改造の理論化を進めようとする「学究派」との対立が生じた。また当時の社会運動の発展・分化に対応する必要から、1921年11月30日には会を在学生のみの団体に改組する決定がなされ、いわゆる「前期新人会」は終焉することになった（翌1922年4月には機関誌『ナロオド』も終刊となった）。「実践派」卒業生の中でも赤松・宮崎らは無産政党指導者として、社民右派を形成することになった。学究派の卒業生は蠟山政道・三輪寿壮・河野密らを中心に翌1922年社会思想社を結成して同年4月には『社会思想』を創刊、概ね社民中間派への流れへと進んだ。

### 後期新人会（1921 - 29）
在学生のみの団体に改組以降の活動は、学内・学生大衆に基盤を置き読書会・研究会活動を中心としたもので、学友会（自治会）・社会科学研究会・セツルメントなどの学内活動・サークル活動も事実上支配していた。また1922年11月学生連合会（学連）の結成に際してはその中核的存在になり、全国的な学生運動の中で指導的役割を果たした。1926年に日本共産党（第二次共産党）が再建されると事実上その下部組織となり、共産党およびその外郭団体の活動家の供給源となった。
1928年、全国で多数の共産党員が一斉検挙される三・一五事件が起こると、これをきっかけに東大当局は新人会の解散を決議し、これ以後会は地下活動へ入っていくことになった。翌1929年11月22日、会は日本共産青年同盟への発展的解消を宣言して、正式に解散した。

## 歴史的意義
新人会の歴史的役割は、特に1920年代・1930年代における知識人層への社会主義・マルクス主義の浸透を媒介した点にある。新人会以前の社会主義者は、一般からは概ね（自由民権運動以来の影響もあって）「壮士」あるいは「アウトロー」というイメージでとらえられることが多かったが、国家官僚・エリートを養成する機関とみなされてきた東大法学部から新人会が生まれてきた事実は、社会主義者・社会運動家の社会的ステータスを一躍向上させることに大きく貢献した。また「マルクスボーイ」が当時の流行語になるなど、知的流行の面でも一世を風靡した。
さらに社会運動の諸潮流において指導的役割を果たした旧会員たちの中には、特に満州事変後の政治状況に直面して、自発的あるいは強制されて思想的転向を遂げ、かつその後1940年前後の新体制運動の時期の諸運動に対し、たいていの場合指導的立場で関与する者が多かった。さらに戦後に生き延びた人々の多くは再転向し、かつての思想へと回帰していくことになる。これらの結果、会のなかからは、戦前期から戦後にかけて、右派・保守派から左派に至るまで政治的に幅広く、政界・学界・言論界・法曹界・労働界などの指導的人物が多数育っていくことになった（変わったところでは漫才作家・秋田實も元会員である）。
また、会の活動家たちは常に（転向の前後を通じて）大衆を「啓蒙・指導される存在」と見なす指導者的・エリート的な意識から離れることがなく、それゆえ戦後に至るまでの学生運動にしばしば現れるエリート主義的・啓蒙主義的傾向の源流となったという見方もある（そういう点では、戦後の全学連・全共闘・新左翼運動の原型といえる）。

## 会員

### 前期新人会
- 赤松克麿 - 東京帝大
- 麻生久 - 東京帝大卒
- 石渡春雄 - 東京帝大
- 河野密 - 東京帝大
- 佐野学 - 東京帝大卒
- 棚橋小虎 - 東京帝大卒
- 野坂参三 - 慶應義塾大卒
- 宮崎龍介 - 東京帝大
- 三輪寿壮 - 東京帝大
- 蠟山政道 - 東京帝大
- 平貞蔵 - 東京帝大
- 住谷悦治 - 東京帝大
- 山名義鶴 - 東京帝大卒
- 新明正道 - 東京帝大
- 河村又介 - 東京帝大
- 嘉治隆一 - 東京帝大
- 岡上守道（黒田礼二） - 東京帝大卒
- 小岩井浄 - 東京帝大
- 細迫兼光 - 東京帝大
- 黒田寿男 - 東京帝大
- 阪本勝 - 東京帝大
- 佐々弘雄 - 東京帝大
- 渡辺政之輔 - 新人セルロイド工組合

### 後期新人会
すべて東京帝大生。
| - 田中清玄 - 水野成夫 - 吉河光貞 - 国崎定洞 - 浅野晃 - 門屋博 - 志賀義雄 - 後藤寿夫（林房雄） - 中野重治 - 伊藤好道 - 村山藤四郎 - 大宅壮一 - 服部之総 - 武田麟太郎 - 佐野碩 - 竪山利忠 | - 石堂清倫 - 瀬口貢（鹿地亘） - 林広次（秋田實） - 長沖 一 - 藤沢桓夫 - 帆足計 - 佐多忠隆 - 小宮義孝 - 亀井勝一郎 - 木下半治 - 小場瀬卓三 - 田中稔男 - 山根銀二 - 陳逸松 - 林要 - 菊川忠雄 |

## 機関誌
機関誌として1919年（大正8年）3月に『デモクラシイ』を創刊、翌1920年2月に『先駆』、同年10月『同胞』、1921年7月に『ナロオド』と改題、1922年4月まで刊行された。同誌は法政大学大原社会問題研究所の編集で、叢書『日本社会運動史料』機関紙誌篇として復刻刊行されている。

## 関連文献
単行書
- 思想の科学研究会 『共同研究 転向』（上） 平凡社、1978年（改訂増補版）

判沢弘・佐貫惣悦「前期新人会員 - 赤松克麿・麻生久」、鶴見俊輔「後期新人会員 - 林房雄・大宅壮一」を収録。
- H・スミス 『新人会の研究：日本学生運動の源流』（松尾尊兊・森史子:訳） 東京大学出版会、1978年
- 中村勝範（編） 『帝大新人会研究』 慶應義塾大学出版会、1997年 ISBN 9784766406542
- 三輪建二『祖父三輪寿壮ー大衆と歩んだ信念の政治家』 鳳書房、2017年

事典項目
- 有馬学「新人会」 『国史大辞典』 吉川弘文館
- 松尾尊兊 「新人会」 『日本近現代史辞典』 東洋経済新報社
- 岡本宏 「新人会」 『大百科事典』第7巻 平凡社
- しまねきよし 「新人会」 『社会科学大事典』第11巻 鹿島出版会、1969年